# Acropora rambleri
Acropora rambleri är en korallart som beskrevs av Bassett-Smith 1890. Acropora rambleri ingår i släktet Acropora och familjen Acroporidae. IUCN kategoriserar arten globalt som otillräckligt studerad. Inga underarter finns listade i Catalogue of Life.